# زبان‌های دگن
زبان‌های دُگُن (دوگون)/(Dogon) یک خانواده زبانی کوچک و نزدیک به هم هستندکه توسط مردم دُگُن در کشور مالی سخن گفته می‌شوند و ممکن است به خانواده پیشنهادی نیجر-کنگو تعلق داشته باشد.
حدود ۶۰۰٬۰۰۰ گویشگر به ده زبان گوناگون در آن وجود دارد. آنها زبان‌های Tonal هستند و بیشتر آنها مانند دُگال(Dogul) دارای دو لحن هستند اما برخی مانند دُنُسُو(DonoSo) دارای سه لحن هستند. ترتیب اصلی واژگان آنها فاعل_مفعول_فعل است.